# رشيد بشير
رشيد بشير (بالإنجليزية: Rashid Bashir)‏ هو مهندس أمريكي، ولد في 14 أغسطس 1967 في كراتشي في باكستان.